# Hyostrongylus rubidus
Hyostrongylus rubidus är en rundmaskart som först beskrevs av Arthur Hill Hassall och Stiles 1892.  Hyostrongylus rubidus ingår i släktet Hyostrongylus och familjen Trichostrongylidae. Arten är reproducerande i Sverige. Inga underarter finns listade i Catalogue of Life.